# Michael Parks
Michael Parks, pseudonimo di Harry Samuel Parks (Corona, 24 aprile 1940 – Los Angeles, 9 maggio 2017), è stato un attore e cantante statunitense.
Partecipò ad oltre 100 tra film e serie televisive, ma è noto soprattutto per i suoi lavori negli ultimi anni di carriera con Quentin Tarantino e Robert Rodriguez.

## Biografia
Figlio del giocatore di baseball Harry Parks, nella sua adolescenza Michael Parks esercitò svariati mestieri. Nel 1968 suo fratello Jimmy morì annegato. A 21 anni entrò sotto contratto con l'Universal Studio recitando in vari show televisivi e film. Fu il protagonista di Seme selvaggio (1965), prodotto da Marlon Brando, e La strada sbagliata (1966), in cui recitò anche Jennifer Jones, e interpretò Adamo nel film La Bibbia (1966) di John Huston. 
I primi riconoscimenti come star giunsero a Parks grazie alla serie televisiva Dove vai Bronson? dal 1969-1970. Fu anche interprete del motivo conduttore della serie, Long Lonesome Highway, che divenne una Top 40 hit nel 1970, oltre a produrre diversi albums (Blue, Closing the Gap, Cooling Soup). Interpretò il ruolo di un poliziotto nel film per la TV The China Lake Murders (1990) e Stranger by Night (1994). Ebbe il ruolo di Philip Colby durante la seconda stagione de I Colby, spin-off della serie tv Dynasty. Interpretò inoltre il personaggio di Jean Renault in I segreti di Twin Peaks.
Apparve come il boss irlandese Tommy O'Shea in Il giustiziere della notte 5 (1994). Interpretò lo scrittore Ambrose Bierce nel prequel Dal tramonto all'alba 3 - La figlia del boia (2000), prodotto da Robert Rodriguez. Quentin Tarantino, che considera Parks il migliore attore americano contemporaneo, gli affidò i personaggi di Earl McGraw in Kill Bill: Volume 1 (2003), e di Esteban Vihaio, un pappone ottantenne, in Kill Bill: Volume 2 (2004). Il ruolo di Earl McGraw verrà ripreso in tutti e due i film del progetto Grindhouse del tandem Tarantino/Rodriguez. Parks partecipò inoltre alla celebre serie televisiva Walker Texas Ranger nel ruolo di Caleb Hooks, uno dei principali nemici del protagonista.
Nel 2011 ottenne brillanti recensioni al Sundance Film Festival per il film Red State, nel ruolo del pastore estremista Abin Cooper, scritto appositamente per lui dal regista cult Kevin Smith, che considera Parks l'attore più incredibile con il quale abbia mai lavorato. Nel 2013 partecipò al film We Are What We Are. Smith scrisse un altro ruolo per Parks nel film Tusk (2014), in cui recitarono Justin Long e Johnny Depp e grazie al quale Parks ricevette il plauso della critica. Morì il 9 maggio 2017 a 77 anni. La causa della morte non è stata dichiarata e Parks, per sua richiesta, ricevette sepoltura in mare.

### Vita privata
Michael Parks si sposò quattro volte; l'ultima nel 1997 con Oriana Parks, con la quale rimase fino alla morte. Ebbe due figli, Kimberly (dalla prima moglie) e James (dalla terza), e adottò due bambine.

## Filmografia

### Cinema
- Febbre sulla città (Bus Riley's Back in Town), regia di Harvey Hart (1965)
- Seme selvaggio (Wild Seed), regia di Brian G. Hutton (1965)
- La strada sbagliata (The Idol), regia di Daniel Petrie (1966)
- La Bibbia (The Bible: In the Beginning...), regia di John Huston (1966)
- Cominciò per gioco... (The Happening), regia di Elliot Silverstein (1967)
- Between Friends, regia di  Donald Shebib (1973)
- Gli ultimi giganti (The Last Hard Men), regia di Andrew V. McLaglen (1976)
- Sidewinder 1, regia di Earl Bellamy (1977)
- Love and the Midnight Auto Supply, regia di James Polakof (1977)
- The Private Files of J. Edgar Hoover, regia di Larry Cohen (1977)
- Attacco: piattaforma Jennifer (North Sea Hijack), regia di Andrew V. McLaglen (1979)
- Specchio per le allodole (Steiner - Das eiserne Kreuz, 2. Teil), regia di Andrew V. McLaglen (1979)
- The Evictors, regia di Charles B. Pierce (1979)
- Paese selvaggio (Hard Country), regia di David Greene (1981)
- Il sorriso di Savannah (Savannah Smiles), regia di Pierre De Moro (1982)
- Club Life, regia di Norman Thaddeus Vane (1986)
- French Quarter Undercover, regia di Joe Catalanotto, Patrick Poole (1986)
- Spiker, regia di Roger Tilton (1986)
- The Return of Josey Wales, regia di Michael Parks (1986)
- Paura in Arizona (Arizona Heat), regia di John G. Thomas (1988)
- Nightmare Beach - La spiaggia del terrore (Nightmare Beach), regia di Umberto Lenzi (1988)
- Prime Suspect, regia di Bruce Kimmel (1989)
- Caged Fury, regia di Bill Milling (1990)
- Omicidio incrociato (The Hitman), regia di Aaron Norris (1991)
- Il mistero di Storyville (Storyville), regia di Mark Frost (1992)
- Out of Control, regia di Ovidio G. Assonitis (1992)
- Il giustiziere della notte 5 (Death Wish V: The Face of Death), regia di Allan A. Goldstein (1994)
- Stranger by Night, regia di Gregory Dark (1994)
- Sorceress, regia di Jim Wynorski (1995)
- Dal tramonto all'alba (From Dusk Till Dawn), regia di Robert Rodriguez (1996)
- Niagara, Niagara (Niagara, Niagara), regia di Bob Gosse (1997)
- L'impostore (Deceiver), regia di Jonas Pate (1997)
- In viaggio verso il mare (Julian Po), regia di Alan Wade (1997)
- La catena del male (Wicked), regia di Michael Steinberg (1998)
- Dal tramonto all'alba 3 - La figlia del boia (From Dusk Till Dawn 3: The Hangman's Daughter), regia di P.J. Pesce (2000)
- The Fighter - Il massacro (Bullfighter), regia di Rune Bendixen (2000)
- Big Bad Love, regia di Arliss Howard (2001)
- 13 Moons, regia di Alexandre Rockwell (2002)
- Kill Bill: Volume 1 (Kill Bill: Vol. 1), regia di Quentin Tarantino (2003)
- Strike Force (The Librarians), regia di Mike Kirton (2003)
- Kill Bill: Volume 2 (Kill Bill: Vol. 2), regia di Quentin Tarantino (2004)
- Miracle at Sage Creek, regia di James Intveld (2005)
- In ascolto, regia di Giacomo Martelli (2006)
- One Night with You, regia di Joe D'Augustine (2006)
- The Dead One, regia di Brian Cox (2007)
- Grindhouse - A prova di morte (Grindhouse), regia di Quentin Tarantino (2007)
- L'assassinio di Jesse James per mano del codardo Robert Ford (The Assassination of Jesse James by the Coward Robert Ford), regia di Andrew Dominik (2007)
- Fighting Words, regia di E. Paul Edwards (2007)
- Grindhouse - Planet Terror (Grindhouse), regia di Robert Rodriguez (2007))
- Smokin' Aces 2: Assassins' Ball, regia di P. J. Pesce (2010)
- Red State, regia di Kevin Smith (2011)
- Argo, regia di Ben Affleck (2012)
- Django Unchained, regia di Quentin Tarantino (2012)
- We Are What We Are, regia di Jim Mickle (2013)
- Tusk, regia di Kevin Smith (2014)
- Blood Father, regia di Jean-François Richet (2016)

### Televisione
- I racconti del West (Zane Grey Theater) – serie TV, 2 episodi (1960-1961)
- Gli intoccabili (The Untouchables) – serie TV, 1 episodio (1961)
- The Asphalt Jungle – serie TV, 1 episodio (1961)
- The Law and Mr. Jones – serie TV, 1 episodio (1961)
- I detectives (The Detectives) – serie TV, episodi 2x15-2x20-3x07 (1961)
- Straightaway – serie TV, 1 episodio (1961)
- The Dick Powell Show – serie TV, 2 episodi (1961-1962)
- The Real McCoys – serie TV, 1 episodio (1962)
- Bus Stop – serie TV, episodio 1x21 (1962)
- Gunsmoke – serie TV, 1 episodio (1962)
- Corruptors (Target: The Corruptors) – serie TV, episodio 1x34 (1962)
- Stoney Burke – serie TV, 1 episodio (1962)
- Sam Benedict – serie TV, 1 episodio (1962)
- The Gallant Men – serie TV, episodio 1x26 (1963)
- Perry Mason – serie TV, 1 episodio (1963)
- Indirizzo permanente (77 Sunset Strip) – serie TV, episodio 5x17 (1963)
- Ben Casey – serie TV, episodio 2x26 (1963)
- Undicesima ora (The Eleventh Hour) – serie TV, 1 episodio (1963)
- The Greatest Show on Earth – serie TV, episodio 1x10 (1963)
- L'ora di Hitchcock (The Alfred Hitchcock Hour) – serie TV, 2 episodi (1963)
- Sotto accusa (Arrest and Trial) – serie TV, episodio 1x11 (1963)
- Carovane verso il West (Wagon Train) – serie TV, 2 episodi (1963-1964)
- Channing – serie TV, 2 episodi (1963-1964)
- Route 66 – serie TV, 1 episodio (1964)
- Polvere di stelle (Bob Hope Presents the Chrysler Theatre) – serie TV, 1 episodio (1965)
- Straniero (Stranger on the Run), regia di Don Siegel – film TV (1967)
- A Hatful of Rain, regia di John Llewellyn Moxey – film TV (1968)
- Giovani avvocati (The Young Lawyers) – serie TV, episodio 1x00 (1969)
- Dove vai Bronson? (Then Came Bronson) – serie TV, 27 episodi (1969-1970)
- Difesa a oltranza (Owen Marshall: Counselor at Law) – serie TV, 1 episodio (1973)
- Medical Center – serie TV, 1 episodio (1973)
- Can Ellen Be Saved?, regia di Harvey Hart – film TV (1974)
- Ironside – serie TV, 1 episodio (1974)
- The Story of Pretty Boy Floyd, regia di Clyde Ware – film TV (1974)
- Uno sceriffo a New York (McCloud) – serie TV, 1 episodio (1974)
- Get Christie Love! – serie TV, 1 episodio (1975)
- Sulle strade della California (Police Story) – serie TV, 1 episodio (1975)
- Baretta – serie TV, 1 episodio (1975)
- Bronk – serie TV, 1 episodio (1975)
- A tutte le auto della polizia (The Rookies) – serie TV, 1 episodio (1975)
- Le strade di San Francisco (The Streets of San Francisco) – serie TV, 1 episodio (1975)
- Wide World of Mystery – serie TV, 1 episodio (1975)
- Ellery Queen – serie TV, episodio 1x15 (1976)
- Perilous Voyage, regia di William A. Graham – film TV (1976)
- Bees: lo sciame che uccide (The Savage Bees), regia di Bruce Geller – film TV (1976)
- Assassinio allo stadio (Murder at the World Series), regia di Andrew V. McLaglen – film TV (1977)
- Escape from Bogen County, regi di Steven Hilliard Stern – film TV (1977)
- Un pianto nella notte (Night Cries), regia di Richard Lang – film TV (1978)
- Pepper Anderson - Agente speciale (Police Woman) – serie TV, 2 episodi (1975-1978)
- Hunters of the Reef, regia di Alexander Singer – film TV (1978)
- Angeli volanti (Flying High) – serie TV, 1 episodio (1978)
- Rainbow, regia di Jackie Cooper – film TV (1978)
- Fast Friends, regia di Steven Hilliard Stern – film TV (1979)
- Fantasilandia (Fantasy Island) – serie TV, 1 episodio (1979)
- San Francisco Cop (Reward), regia di E.W. Swackhamer – film TV (1980)
- Turnover Smith, regia di Bernard L. Kowalski – film TV (1980)
- Dial M for Murder, regia di Boris Sagal – film TV (1981)
- Chase - Caccia mortale (Chase), regia di Rod Holcomb – film TV (1985)
- I Colby (The Colbys) – serie TV, 2 episodi (1987)
- Stamp of a Killer, regia di Larry Elikann – film TV (1987)
- Un giustiziere a New York (The Equalizer) – serie TV, 2 episodi (1986-1988)
- La signora in giallo (Murder, She Wrote) – serie TV, episodio 5x08 (1989)
- La guerra dei mondi (War of the Worlds) – serie TV, 1 episodio (1989)
- La vera storia di Billy the Kid (Billy the Kid), regia di William A. Graham – film TV (1989)
- Una vacanza a rischio (The China Lake Murders), regia di Alan Metzger – film TV (1990)
- I segreti di Twin Peaks (Twin Peaks) – serie TV (1990-1991)
- Ai confini dell'aldilà (Shades of LA) – serie TV, 2 episodi (1991)
- SeaQuest - Odissea negli abissi (SeaQuest DSV) – serie TV, 1 episodio (1993)
- Hart to Hart: Secrets of the Hart, regia di Kevin Connor – film TV (1995)
- The Player, regia di Mark Piznarski – film TV (1997)
- Walker Texas Ranger – serie TV, episodi 4x19 - 7x18 (1996-1999)

## Doppiatori italiani
Nelle versioni in italiano delle opere in cui ha recitato, Michael Parks è stato doppiato da:
- Renato Cortesi in Ellery Queen, Il giustiziere della notte 5
- Saverio Moriones in Walker Texas Ranger, L'assassinio di Jesse James per mano del codardo Robert Ford
- Bruno Alessandro in Grindhouse - A prova di morte, Grindhouse - Planet Terror
- Romano Malaspina in La signora in giallo
- Carlo Sabatini ne I segreti di Twin Peaks
- Romano Ghini in Dal tramonto all'alba
- Fabrizio Temperini in In viaggio verso il mare
- Ennio Coltorti in Dal tramonto all'alba 3 - La figlia del boia
- Nino Prester in Kill Bill: Volume 1
- Omero Antonutti in Kill Bill: Volume 2
- Cesare Barbetti in In ascolto
- Gino La Monica in Red State
- Ugo Maria Morosi in Django Unchained
- Stefano Mondini in We Are What We Are
- Carlo Valli in Tusk
- Vittorio Stagni in Blood Father